# Mamutzones
Mamutzones so tradicionalna krajevna pustna šema izvirajoča iz Samugheja na Sardiniji, Italija. 

## Opis
Mamutzones so osrednji lik samughejskih šem. Oblečeni so v prilegajoče se tesne hlače in temno majico, čez pa si nadenejo bolj ali manj svetle dolgodlake kožuhe, ki prekrivajo trup do srede stegen - črni rokavi in del hlač torej molijo izpod kožuha. Goleni si prav tako ovijejo s kožuhovino. Ubuti so v visoke črne čevlje. Obraz si počrnijo s sajami tamkajšnjih hrastov plutovcev, glavo pa si pokrijejo z nekakšno kapo s podloženo plutovino, v katero so zapičeni kozji rogje, ob ušesih, po temenu in zatilju pa jo prekriva enak kožuh kot trup. Po trupu nosijo posebno jermenje, na katerega je na usnjene paščke obešeno 30-40 zvoncev, ki skupaj tehtajo do 35 kilogramov. 
Mamutzones spremljajo osrednji lik Surzu (S'Urtzu), ki predstavlja žrtvovanega boga. Oblečen je enako kot njegovi spremljevalci, le da ima ta le en zvonec, ki je znatno večjih od zvoncev spremljevalcev (predstavlja vodjo) in ga nosi pod prsmi obešenega okoli vratu, glavo pa mu v celoti prekriva maska s kozjo glavo.
Su Omadore je lik v črnem plašču s kapucu, z usnjeno prepasico čez ramo in dolgo leseno palico, ki žrtvuje Surza.  

## Bajeslovno ozadje
Mamutzones koreninijo v staroveških mitih ter celo še starejšem sredozemskem poganskem izročilu. Njihovo poskakovanje v krogih ponazarja večno vračanje, neskončen tok življenja in smrti, cingljanje z zvonovi pa naj bi odganjalo zimo. S tega vidika so mamutzones povezani s starimi kulti rodovitnosti in obilja, ki ga prinese zmagovalno sonce, in so (idejno in po videzu) daljni sorodniki slovenskih kurentov. Na sardinsko izročilo pa je močno vplival tudi Dionizov kult, saj kozji mamutzones močno spominjajo na satire, Surzu pa naj bi predstavljal Dioniza, ki se je utelesil v kozlovski podobi. Kakor Dioniz se tudi Surzu poraja vedno znova in zagotavlja plodnost. Podobnosti najdemo tudi z Mitrovim kultom.